# Leuconitocris hintzi
Leuconitocris hintzi é uma espécie de escaravelho da família Cerambycidae.  Foi descrito por Per Olof Christopher Aurivillius em 1923, originalmente sobe o género Nitocris.

## Subespecie
- Dirphya hintzi hintzi (Aurivillius, 1923)
- Dirphya hintzi ituriensis Breuning, 1972